# Nosophora taihokualis
Nosophora taihokualis là một loài bướm đêm trong họ Crambidae.